# 李杰 (总领事)
李杰（？—），男，中华人民共和国外交官，曾任中华人民共和国驻清津总领事。

## 生平
2013年8月，出任中华人民共和国驻清津总领事。2016年10月，结束驻清津总领事任期。2017年，任驻柬埔寨大使馆参赞兼总领事。